# ولادیمیر نوویکوف (ورزشکار)
ولادیمیر نوویکوف (روسی: Владимир Дмитриевич Новиков؛ ۲۵ ژوئن ۱۹۳۷ – 1980 (aged approximately 43)) ورزشکار واترپلو اهل اتحاد جماهیر شوروی سوسیالیستی بود.
وی در مسابقات کشوری و بین‌المللی در مجموع برندهٔ ۱ مدال نقره شده‌است.